# Gonette
La gonette est la monnaie locale complémentaire et citoyenne de la région lyonnaise.
Portée par l'association du même nom, elle est mise en circulation le 7 novembre 2015,, grâce à un financement participatif. Cette monnaie locale peut s'utiliser grâce à des billets sécurisés, de 1, 2, 5, 10, 20 et 49 ou en format numérique grâce à une application web et mobile depuis le 30 novembre 2019.
Le 24 mars 2021, à la suite d'une consultation publique, Veolia Eau du Grand Lyon devient partenaire de la gonette,.
Le 29 mars 2021, le conseil municipal de Villeurbanne vote son adhésion à cette monnaie locale.
En novembre 2022, Ludovic Hernandez, conseiller municipal de Lyon, dénonce le partenariat entre la gonette et La Nef, une banque proche du mouvement anthroposophique et demande à ce titre un moratoire sur l'utilisation de la monnaie locale. À la suite de la publication du rapport de la Miviludes, une réunion est organisée sans pour autant remettre en cause le partenariat avec La Nef.